# Im Durchgang – Protokoll für das Gedächtnis
 Im Durchgang – Protokoll für das Gedächtnis  ist ein Dokumentarfilm des DEFA-Studios für Dokumentarfilme GmbH aus dem Jahr 1990.

## Handlung
Ein Jahr lang beobachtet Regisseur Kurt Tetzlaff den 18-jährigen Pfarrerssohn Alexander Schulz, der nach der 10. Klasse von seinem Elternhaus in Brielow nach Potsdam zog, um dort die Helmholtz-Oberschule zu besuchen. Der angedachte Film sollte die Geschichte eines nicht angepassten Jugendlichen in der DDR zeigen. Durch die eingetretenen Ereignisse 1989, werden die Dreharbeiten, durch die politischen Ereignisse, zu einem exemplarischen Dokument der Wendezeit. Die offiziellen Verlautbarungen der DDR-Regierungen stehen im deutlichen Kontrast zu den offen geäußerten Gedanken Alexanders. In seinem Abituraufsatz bezieht er sich auf Michail Schatrows berühmtes Perestroika-Theaterstück „Diktatur des Gewissens“ aus dem Jahr 1986 und kommentiert: „Auch Stalin hätte niemals so herrschen können, wenn es nicht Leute gegeben hätte, die beherrscht sein wollen.“ Das Stück wurde von einem großen Teil seine Klasse für eine Aufführung einstudiert.
Alexander beklagt die staatliche Bevormundung, die den Lebensweg des einzelnen formt, ohne dass ein Ausbrechen möglich ist. Um die Möglichkeit einer Gefängnisstrafe auszuschließen, die bei einer totalen Verweigerung des Wehrdienstes zu erwarten war, beschloss er zu den Bausoldaten zu gehen. Als er mit ein paar Freunden und eigenen Transparenten an einer Großkundgebung gegen Faschismus teilnimmt, werden sie von Sicherheitskräften verprügelt und 12 Stunden lang verhört. In dieser Zeit des Umbruchs sympathisiert Alexander mit dem Neuen Forum, deren Ziel eine Verbesserung der DDR war. Doch am 17. März 1990, einem Tag vor der Volkskammerwahl, sind seine Hoffnungen in Resignation umgeschlagen. Er findet die „Vision eines gesamtdeutschen Vaterlandes“ erschreckend, hatte er doch auf eine Alternative zu Sozialismus und Kapitalismus gesetzt. Abschließend resümiert er: „Wir verkaufen uns für D-Mark, Mallorca und Marlboro“.

## Produktion
Der Film wurde von März 1989 bis März 1990 in Schwarzweiß gedreht und hatte am 6. Oktober 1990 in der Akademie der Künste (Berlin) Premiere. Offizielle Fernsehmeldungen der Aktuellen Kamera wurden kontrapunktisch zu individueller Befindlichkeit in Farbe montiert. Die Drehorte befanden sich in Potsdam und Brandenburg. Im Fernsehen wurde der Film bisher nicht gesendet.

## Kritik
Margit Voß meinte in der Berliner Zeitung, dass die Langzeitbeobachtung, die Kurt Tetzlaff an dem Abiturienten Alexander festmachte, spannungsvoll die sich von Tag zu Tag verändernden politischen Verhältnisse spiegelte.
Günter Sobe äußert sich in der Berliner Zeitung in einem Beitrag vom „Dokfilm 90“-Festival in Neubrandenburg, dass der Film über den Abiturienten, dessen Positionen über das ganze letzte Jahr verfolgt wurden, das Zeug zu einem bleibenden Zeitdokument hat.
Das Lexikon des internationalen Films schreibt über den Film „Die politische Entwicklung der nächsten Monate macht den Dokumentarfilm zum spannenden Zeugnis einer Zeit, in der Zukunftshoffnungen Wirklichkeit werden, aber durch die gesellschaftlichen Entwicklungen auch viel von ihrer utopischen Kraft verlieren.“